# Primeira Batalha do Isonzo
A Primeira Batalha de Isonzo, foi travada entre a Itália e a Áustria-Hungria na Campanha Italiana durante a Primeira Guerra Mundial, de 23 de junho a 7 de julho de 1915.
O objetivo das forças italianas era conduzir os austríacos para o mais longe possível de suas posições defensivas em Soca (Rio Isonzo).
Embora os italianos se aproveitassem de uma superioridade numérica de dois para um, sua ofensiva falhou pois as linhas do general Luigi Cadorna empregaram ataques frontais, com impressionantes (porém curtas) barragens de artilharia. Os austríacos tinham a vantagem de lutar em posições elevadas, bloqueadas com arame farpado, que foram capazes de resistir facilmente aos ataques inimigos.
As lutas mais pesadas ocorreram em Gorizia, onde tropas italianas conseguiram avançar, mas foram rapidamente forçados a recuar.
No começo de julho, o comandante austríaco, Svetozar Boroević, recebeu duas divisões de reforços que puseram fim aos esforços italianos de quebrarem as linhas austríacas.
No final os italianos conseguiram ganhos mínimos: no noroeste eles conquistaram Bovec (Mounte Kanin). A luta no Isonzo prosseguiria por mais dois anos.